# تپه ضد هوایی
تپه ضد هوایی مربوط به سده‌های میانه دوران‌های تاریخی پس از اسلام است و در شهرستان بهبهان، بخش مرکزی، دهستان حومه، جنوب روستای امام رضا (ع) واقع شده و این اثر در تاریخ ۱ مرداد ۱۳۸۶ با شمارهٔ ثبت ۱۹۲۷۶ به‌عنوان یکی از آثار ملی ایران به ثبت رسیده است.